# Mary Boyle, Countess of Cork and Orrery

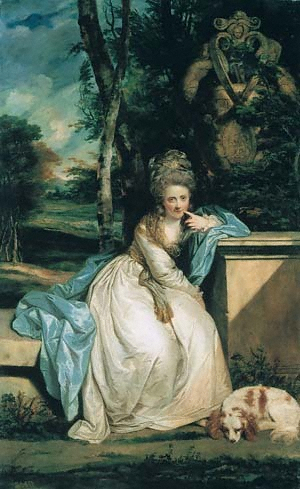
Joshua Reynolds: The Hon. Miss Monckton, 1777–1778, London, Tate Gallery

Mary Boyle, Countess of Cork and Orrery, geborene Mary (oder Maria) Monckton (* 21. Mai 1746, wahrscheinlich Serlby Hall, Nottinghamshire; † 30. Mai 1840 in London), bekannt als Lady Cork, war eine anglo-irische Adlige, die für ihre gesellschaftlichen Salons und Blaustrumpfgesellschaften bekannt war.

## Leben
Mary Monckton wurde als Tochter des Landbesitzers und Whig-Politikers John Monckton, 1. Viscount Galway (1695–1751), und seiner zweiten Frau Jane Westenra († 1788), Schwester des irischen Politikers Warner Westenra, geboren, wahrscheinlich auf dem Familiensitz Serlby Hall in Nottinghamshire. Wie ihr Vater und ihre Brüder war sie Anhängerin der Whig-Partei, doch in ihrem Salon empfing sie Mitglieder aller politischen Richtungen. Als junge Frau war sie öfters in Frankreich am Hof von Marie Antoinette.
Am 17. Juni 1786 heiratete Mary Monckton im Haus ihrer Mutter Edmund Boyle, 7. Earl of Cork, 7. Earl of Orrery. Die Ehe endete mit seinem Tod im Jahr 1798 und blieb kinderlos. Wenn nicht in London, lebte sie mit ihrem Bruder Colonel John Monckton (1739–1830) in Fineshade Abbey, Northamptonshire.
Lady Cork starb in ihrem Haus in der New Burlington Street in London am 30. Mai 1840 mit 94 Jahren. Sie wurde entweder in der Monckton-Gruft in Brewood, South Staffordshire, beigesetzt, oder in Fineshade. Ein Wandmal in der Kirche in Brewood erinnert an sie.

## Blaustrumpfgesellschaften
Lady Cork war bekannt für die geistreichen literarischen Salons, die sie bis ins hohe Alter gab. Ihre Blaustrumpfgesellschaften galten als wichtige gesellschaftliche Ereignisse Londons und brachten zahlreiche Schriftstellerinnen, Politiker und andere Persönlichkeiten in Kontakt, zunächst im Haus ihrer verwitweten Mutter an der Charles Street nahe Berkeley Square im Londoner Stadtviertel Mayfair, später in ihrem eigenen Haus an der New Burlington Street. Sie selbst sagte darüber: „... ich habe pinke [Abende] für die Exklusiven, blaue für die Literaten und graue für die Religiösen [...], so habe ich sie alle in ihren Runden; außerdem habe ich eine Gesellschaft mit allen möglichen Leuten, aber dafür habe ich keinen Namen.“ Ihre Ehe könnte sie von ihrer Tätigkeit als Salonnière zeitweise abgehalten haben, während der zwölf Ehejahre wird nicht viel über sie berichtet. Nach dem Tod ihres Mannes 1798 gab sie spätestens wieder Gesellschaften, die für ihre Lebhaftigkeit gelobt wurden. So schrieb etwa Lady Morgan 1825: „Heute Abendessen bei Lady Cork; nichts ist vergleichbar mit der Pracht ihrer Unterhaltung und ihrer Räumlichkeiten.“ Auch die Schriftstellerin Amelia Opie berichtete regelmäßig von den Abenden bei „Lady C.“. Wie Elizabeth Montagu lehnte Boyle das Kartenspiel als Beschäftigung ihrer Gesellschaften ab. Andere Unterhaltung war jedoch durchaus erwünscht: So besaß Lady Cork Papageien und Aras, und Horace Walpole sah 1782 die französische Ballerina Marie Madeleine Louise Catherine Crespé (1759–1799), genannt Mademoiselle Théodore, Mitglied von Noverres Balletttruppe, bei Mary Boyle tanzen. Auch berühmte ausländische Persönlichkeiten dienten dem Amüsement, so wurde etwa einmal General Blücher erwartet, erschien jedoch nicht – stattdessen verkleidete sich Caroline Lamb als Blücher. Weil Lady Cork es meist aber schaffte, verschiedenste berühmte Gäste in ihrem Salon zu versammeln, galt sie als erfolgreiche „Löwenjägerin“. Lady Morgan, die selbst 1806 nach Erscheinen ihres Erstlings The Wild Irish Girl als „Löwin“ präsentiert worden war, schrieb später dazu: „Was mich angeht, muss ich sagen, dass diesem Entzücken, dem anfangs vielleicht ein wenig zu sehr auf meine Kosten gefröhnt wurde, fast zwanzig Jahre unerschütterlicher Freundschaft, Herzlichkeit und Gastfreundschaft folgten.“
Mit vielen Persönlichkeiten der Londoner Gesellschaft verband sie eine enge Freundschaft, so etwa mit den Schriftstellern James Boswell und Samuel Johnson. Von letzterem erhielt sie 1781 den weithin bekannten Spitznamen „Little Dunce“ (etwa: ‚Kleiner Dummkopf‘):

“Johnson was prevailed with to come sometimes into these circles, and did not think himself too grave even for the lively Miss Monckton (now Countess of Corke), who used to have the finest bit of blue at the house of her mother, Lady Galway. Her vivacity enchanted the Sage, and they used to talk together with all imaginable ease. A singular instance happened one evening, when she insisted that some of Sterne's writings were very pathetick. Johnson bluntly denied it. ‚I am sure (said she) they have affected me,‘ – ‚Why (said Johnson, smiling, and rolling himself about) that is, because, dearest, you're a dunce.‘ When she some time afterwards mentioned this to him, he said with equal truth and politeness; ‚Madam, if I had thought so, I certainly should not have said it.‘”

„Johnson wurde überredet hin und wieder mit in diese Kreise zu kommen, und nahm sich selbst nicht zu ernst, nicht einmal gegenüber der quierligen Miss Monckton (jetzt Countess of Corke), die das feinste Stückchen Blau im Haus ihrer Mutter, Lady Galway, abhielt. Ihre Lebhaftigkeit verzauberte den Weisen, und sie sprachen für gewöhnlich in aller vorstellbarer Leichtigkeit miteinander. Eine besondere Begebenheit trug sich eines Abends zu, als sie darauf bestand, dass einige von Sternes Schriften begeisternd seien. Johnson bestritt dies rundheraus. ‚Ich bin sicher (sagte sie), dass sie mich bewegten‘, – ‚Das (sagte Johnson, lachend und sich selbst herumrollend) liegt daran, dass Sie, meine Beste, ein Dummkopf sind.‘ Als sie dies einige Zeit später ihm gegenüber erwähnte, sagte er mit ebenso viel Wahrheit wie Höflichkeit: ‚Madam, wenn ich das gedacht hätte, hätte ich es sicher nicht gesagt.‘“

Die beiden blieben bis zu Johnsons Tod befreundet: im April 1784 besuchte Boyle zusammen mit der Schriftstellerin Hannah More den sterbenskranken Johnson am Krankenbett. Daneben zählte sie etwa Richard Brinsley Sheridan, Sarah Siddons, Sydney Smith (1771–1845) und Mary Margaret Busk (1779–1863) zu ihren engen Freunden.
Die Schriftstellerin Frances Burney beschrieb, wie Boyle sie am 10. November 1782 besuchen kam mit dem Wunsch, sie und ihre Freundin Hester Thrale kennen zu lernen. Burney überliefert im Folgenden eine detaillierte Beschreibung von Boyle und ihrem Salon am Sonntag, 8. Dezember 1782. Boyle sammele alle herausragenden und interessanten Leute für ihre Londoner Conversations, die ähnlich wie Elizabeth Vesey Adel und Literatur mische, alle anderen aber außen vor lasse. Burneys Meinung über Mary Boyle ist ambivalent: sie beschreibt sie als „sehr klein, sehr fett, aber hübsch, großartig & fantastisch angezogen, nicht unschicklich geschminkt, allerdings offensichtlich & spürbar begierig nach Aufmerksamkeit & Bewunderung“, mit einer unkomplizierten „Leichtfertigkeit in ihrer Art, Manier, Stimme & Sprache“. Ihre Partys seien die „besten in der Stadt & sie kennt so viele Leute, die ich gerne treffen würde“. Sie wundert sich darüber, dass die Gäste nicht angekündigt werden und Boyle bei der Ankunft ihrer Gäste für gewöhnlich sitzen blieb, nur kurz nickte und nach dem Befinden fragte. Außerdem beschreibt Burney, wie Boyle Wert darauf legte, dass ihre Gäste nicht in Kreisen saßen, sondern in Gruppen. Burney kann sich schließlich neben Joshua Reynolds zu ihrer großen Freude mit Edmund Burke über ihr Buch unterhalten. Sie schließt mit dem Fazit: „Sie ist in ihrem eigenen Haus sehr viel besser als woanders. [...] Ich hatte, zusammengenommen, einen Abend, an den ich mich immer mit Freude erinnern werde.“

## Salongäste (Auswahl)
Zu den Gästen ihrer Gesellschaften zählten unter anderem:
| - Barbarina Brand, Lady Dacre (1768–1854) - Rosina Bulwer-Lytton - Catherine Maria Bury, Lady Charleville, née Dawson (1762–1851) - Lady Charlotte Susan Maria Bury, née Campbell (1775–1861) - Lord Byron - George Canning - Anthony Carlisle - Robert Stewart, Viscount Castlereagh - Georgina Chatterton - Stapleton Cotton, 1. Viscount Combermere und seine Frau Caroline Greville († 1837) - Jane Davy (1780–1855) - Benjamin Disraeli - Prinzregent Georg of Wales - Teresa Guiccioli - Elizabeth Hervey (1740–1820) - James Hogg - Theodore Hook - Prinz Leopold von Sachsen-Coburg-Saalfeld | - Charles Robert Leslie - Matthew Gregory Lewis - Thomas Moore - Augusta Murray - William Parsons, 3. Earl of Rosse - Robert Peel - Jane Porter (1776–1850) - John Proby, 1. Earl of Carysfort (1751–1828) und seine Frau Elizabeth Grenville (1756–1842) - Samuel Rogers (1763–1855) - Lydia Rogers White (ca. 1760–1827) - John Russell, 1. Earl Russell - Prince Saunders (1775–1839) - Walter Scott - Johann Spurzheim - Catherine Stepney (1778–1845) - Horace Twiss (1787–1849) - Katherine Wellesley-Pole, Countess of Mornington (ca. 1760–1851) - Charles Wetherell (1770–1846) - John Gardner Wilkinson - Philip Yorke, 3. Earl of Hardwicke (1757–1834) |

## Einfluss in Literatur und Kunst
Abgesehen von einem kleinen, ihr zugeschriebenen Gedicht, ist eine literarische Tätigkeit Lady Corks nicht bekannt. Vielmehr trat sie als eine Art Literaturagentin und -kritikerin auf; so schrieb sie etwa 1837 an Amelia Opie: „Literaten sprießen wie Pilze, doch die Werke sind trauriger Mist.“
Lady Cork wird in zahlreichen Autobiografien, Briefbänden und Erzählungen genannt, unter anderem von Charles Robert Leslie, Benjamin Disraeli und Georgina Chatterton. Lady Morgans Erzählungen My First Rout in London (1829) über ihren ersten Besuch in Lady Corks Salon 1806 und Memoirs of the Macaw of a Lady of Quality (1831) haben unmittelbar deren Gesellschaften zum Thema. Die Frage, ob Catherine Gores Buch The Dowager; or, the new School for Scandal (1840) Lady Cork darstellte, löste bei Erscheinen einen Skandal aus. Gore gab zu, dass einige Eigenheiten Lady Cork ähneln würden.
Gut bekannt mit Benjamin Disraeli, soll Lady Cork Vorbild für die Figur der Lady Bellair in Henrietta Temple gewesen sein. Auch Charles Dickens soll von ihr für seine Figur Mrs. Leo Hunter in Die Pickwickier inspiriert worden sein.
Lady Cork und ihre Gesellschaften werden in einigen historischen Romanen erwähnt, unter anderem von Georgette Heyer und Maurice Edelman (1911–1975).
Judy Chicago widmete Lady Cork eine Inschrift auf den dreieckigen Bodenfliesen des Heritage Floor ihrer 1974 bis 1979 entstandenen Installation The Dinner Party. Die mit dem Namen Mary Monckton beschrifteten Porzellanfliesen sind dem Platz mit dem Gedeck für Mary Wollstonecraft zugeordnet.